# Tomás Butler, 10.º Conde de Ormond
Tomás Butler Butler, 10.º Conde de Ormond e 3.º Conde de Ossory KG PC (Ire) (em irlandês:  Tomás Dubh de Buitléir, Iarla Urmhamhan ; c. 1531 – 1614), foi um cortesão influente em Londres na corte de Isabel I de Inglaterra. Fi o Senhor Tesoureiro da Irlanda de 1559 até sua morte. Lutou pela coroa no Cortejo Rude, nas rebeliões Desmond e Rebelião de Tyrone.

## Nascimento e origens
Tomás nasceu por volta de fevereiro de 1531. Era o filho mais velho de Jaime Butler e sua mulher Joana FitzGerald. Seu pai era o 9.º Conde de Ormond e chefe da dinastia Butler, uma antiga família inglesa que descendia de Teobaldo Walter, que havia sido nomeado mordomo-chefe da Irlanda pelo rei Henrique II em 1177. A mãe de Tomás era filha de Jaime FitzGerald, 10.º Conde de Desmond. Sua família, os Geraldinos, também era uma antiga família inglesa. Seus pais se casaram por volta de 1520.